# 이호정 (정치인)
이호정(李浩正, 1938년 10월 20일~2007년 7월 11일)은 대한민국의 치과의사 출신 정치인이다. 제14대 국회의원(경기 수원시 장안구)을 지냈다.
1938년 경기도 화성군 출생이며, 본관은 안성, 종교는 개신교이다. 1954년 수원중학교, 1957년 수원고등학교를 졸업하였다. 1963년 서울대학교 치의과대학에서 학사 학위를 취득했으며, 1978년 서울대학교 치의학대학원에서 석·박사 과정을 마쳤다. 치의학 박사 출신으로 연세대학교 치과대학 객원교수와 대한치과협회 부회장, 수원중·고등학교 총동문회장을 역임하였고, 경기도 사회발전협의회를 설립하여 의장을 지냈다.

## 역대 선거 결과
|  | 44.97% |

|  | 28.07% |